# Museo Coconut
Museo Coconut és una comèdia de situació espanyola, que s'emet al canal de televisió Neox. El seu primer capítol es va estrenar l'1 de novembre de 2010, i es caracteritza per un humor absurd en la majoria de les seves situacions. Els actors principals de la sèrie provenen de Muchachada Nui, programa de sketch és que s'emetia a La 2.
La sèrie gira al voltant de les situacions que succeeixen a Museo Coconut, un museu d'art contemporani. Jaume Walter (Raúl Cimas) es converteix en el seu nou director, després de fracassar com a responsable del MOMA de Nova York i en la seva vida sentimental. En arribar, ha de lluitar tant amb la propietària del museu, la senyora Coconut (Carlos Areces), com amb els seus empleats.
Museu Coconut es grava en plató amb públic en directe, i compta sovint amb cameos de famosos. A més, també hi ha altres continguts com minisèries d'animació. Encara que el Museu Coconut no està ubicat a cap ciutat espanyola, la seva façana correspon al centre cívic José Saramago de Leganés (Comunitat de Madrid), on també s'han rodat algunes escenes exteriors.

## Producció
Segons Bernd Reichart, Director de Canales Digitales del Grupo Antena 3, els cinc autors dels programes La hora chanante i Muchachada Nui volien fer una sitcom, i la cadena els ho va oferir.
La sèrie està gravada en plató, amb públic en directe i transcorre en tres escenaris principals: la sala d'exposicions del museu, el vestuari dels guàrdies jurats i el despatx del director. A més, compta amb enregistraments en exteriors i interiors naturals.

## Repartiment
- Jaime Walter (Raúl Cimas): És el nou director que ve de treballar el MOMA de Nova York. Té un caràcter estúpid que l'ha portat a ser expulsat després d'emborratxar-se i muntar un número antològic durant l'exposició de l'artista més important del moment. Jaime accepta la substitució en el museu de mala gana, pensant a tornar al seu anterior treball més aviat millor.
- Onofre (Joaquín Reyes): És un home major. Té la ment més oberta del planter i és bisexual. Sempre està a punt de jubilar-se i és, en essència, bona persona, encara que ha pogut cometre tota mena de barbaritats des de la innocència. És un hedonista i ho veu tot amb la distància que proporciona l'experiència. En cada capítol narra una increïble història del seu passat que els altres rarament escolten.
- Emilio (Julián López): És un personatge una mica infantil, amb un gran món interior. Sempre està planejant alguna cosa, toca instruments i fa teatre. Encara que el seu talent no es correspon amb la seva vocació, ha acabat treballant de guàrdia jurat al museu perquè és el més a prop que pot estar de l'art. És arrogant i creu que això és temporal mentre somia que algun dia li van a descobrir ...
- Miss Coconut (Carlos Areces): És una senyora adinerada amb una educació exquisida. Està completament enamorada de l'art i la cultura. Es comunica constantment per telèfon amb Jaime per a tractar les tasques del museu mentre realitza les activitats més inversemblants. Pensa que el seu fill Zeus és un "tontaco".
- Zeus (Ernesto Sevilla): És el fill de Miss Coconut, un "ximple pijo" que vol heretar. Sempre té bones intencions, però només ha vist el món a través dels finestrals de la seva mansió. Constantment tracta de presentar la seva xicota a Miss Coconut, però mai ho aconsegueix.

També han participat com a artistes convidats Arturo Valls, Kira Miró, El Gran Wyoming, Toni Moog, Fernando Villena, Javier Cansado, Eugeny Alemany, Pepe Colubi, Javier Corones, David Trueba, Borja Cobeaga, Eva Hache, Eloi Yebra, Ángel Martín Gómez, Berta Collado, Miki Nadal, Tristán Ulloa o Juanra Bonet.

## Episodis

### Primera temporada
| Nº | Títol del capítol                       | Data       | Share | Espectadors | Convidat/da                              |
| -- | --------------------------------------- | ---------- | ----- | ----------- | ---------------------------------------- |
| 1  | "Hipopotomonstrosesquipedaliofobia"     | 01/11/2010 | 4,3%  | 904.000     | Miki Nadal                               |
| 2  | "Oso y lago con cascada"                | 01/11/2010 | 4,3%  | 869.000     |                                          |
| 3  | "Gogol en cuero color negro"            | 08/11/2010 | 2,9%  | 608.000     |                                          |
| 4  | "Él vino a mí"                          | 15/11/2010 | 3,1%  | 663.000     |                                          |
| 5  | "Happy Barry"                           | 22/11/2010 | 2,3%  |             | Eva Hache                                |
| 6  | "Eco Estético"                          | 29/11/2010 | 1,5%  | 250.000     | Paco Clavel                              |
| 7  | "Imagínate un camino"                   | 06/12/2010 |       |             | Arturo Valls, Kira Miró                  |
| 8  | "Pajarico"                              | 13/12/2010 |       |             | Ángel Martín, Berta Collado, Unax Ugalde |
| 9  | "Las ideas están en el aire"            | 20/12/2010 |       |             | África Luca de Tena, Tristán Ulloa       |
| 10 | "Pitón albina lavanda"                  | 27/12/2010 |       |             | El Gran Wyoming                          |
| 11 | "Me encantan las berenjenas a la crema" | 3/1/2011   |       |             |                                          |
| 12 | "Un director para un milagro"           | 27/12/2010 |       |             |                                          |
| 13 | "Moonwalker"                            | 10/1/2011  |       |             |                                          |

### Segona temporada
| Nº | Títol del capítol                                     | Data       | Share | Espectadors | Convidat/da |
| -- | ----------------------------------------------------- | ---------- | ----- | ----------- | ----------- |
| 1  | "Cafelot"                                             | 02/10/2011 |       |             |             |
| 2  | "Lo que pasa en la academia, se queda en la academia" | 09/10/2011 |       |             |             |
| 3  | "¿Tú eres normal o más bien pequeñito?"               | 16/10/2011 |       |             |             |
| 4  | "Sobrasada"                                           | 23/10/2011 |       |             |             |
| 5  | "El mundo de Julio Médem"                             | 30/10/2011 |       |             |             |
| 6  | "Yo no quería esto"                                   | 06/11/2011 |       |             |             |
| 7  | "Llamas, fuego, fire"                                 | 13/11/2011 |       |             |             |
| 8  | "¿Qué es un rey para ti?"                             | 20/11/2011 |       |             |             |
| 9  | "Mi primo el marica"                                  | 27/11/2011 |       |             |             |
| 10 | "Un niño de madera"                                   | 04/12/2011 |       |             |             |